# Антицигански вълнения в България 2011
Антициганските вълнения в България от 2011 година започват след 24 септември, когато в пловдивското село Катуница избухват локални размирици срещу фамилията на престъпния цигански бос Кирил Рашков (известен като „Цар Киро“) с искане тя да бъде изселена. Повод за размириците е убийството на местен младеж от приближени на Кирил Рашков. В унищожаването на имуществото на престъпния бос участват хора от местното население, а от следващия ден и футболни фенове на пловдивските отбори „Ботев“ и „Локомотив“.
В дните след размириците са проведени редица протести в множество градове на България, с антицигански характер и призиви за саморазправа с ромското население. Много от организираните протести са съпътствани от етнически сблъсъци и расистко насилие над роми. Множество протестиращи са арестувани за нарушаване на обществения ред, има случаи на пострадали граждани и полицаи. Антиромските демонстрации и насилие са осъдени от ООН и ОССЕ. В годишния доклад за правата на човека на Български хелзинкски комитет от 2011 година се заключава, че вълненията са „най-масовата публична изява на расова дискриминация през годината“.
Протестите дават начало на широко обсъждане на обществено, политическо и държавно ниво, за решаване на натрупаните проблеми, които се сочат от някои за причини за бурната обществена реакция: битовата циганска престъпност в България, провалената интеграция на циганите в България, неработещата съдебна система, протекцията на криминални лица и др. Протестите са отразени в редица реномирани международни издания, а българските медии понасят сериозна критика за тенденциозно отразяване на събитията.
Масовите протести съвпадат с началото на предизборната кампания за избор на президент и общински кметове, като безредиците според наблюдатели се използват за политически цели. Свикан е консултативен съвет към президента, но до реални решения и действия не се стига. Само няколко дни след убийството в Катуница се стига до ново сериозно циганско престъпление, при което над 40 цигани пребиват с викове „Убийте ги“ няколко българи, предотвратили кражба в софийски квартал, в Сливен цигани са уличени в продаване на изборни гласове, а в Хасково циганин прави опит да заколи случаен гражданин, но въпреки това вълненията затихват.
На 22 септември 2012 година първата годишнина от събитието е отбелязана в Катуница с рок фестивал в памет на загиналите Ангел Петров и Павел Толев. Проведено е мълчаливо шествие на граждани от цяла България под наслов „Няма да забравим, няма да простим!“. На градския стадион е поставена паметна плоча.

## Статут на Кирил Рашков и фамилията му
В интервю от 25 септември сутринта Кирил Рашков обявява, че се намира в собствената си къща в Катуница, но полицията му е забранила да я напуска. На пресконференция главният секретар на МВР Калин Георгиев отхвърля тази информация и посочва, че фамилията на Рашков е на разположение на досъдебното производство и към този момент текат разпити. Според трета версия Кирил Рашков и фамилията му се намират в Столипиново. На обяд на 26 септември става ясно, че Кирил Рашков и фамилията му се укриват в четиризвезден хотел в Боровец, охранявани от полиция. Пристигат 30 местни жители, които протестират с искане циганската фамилия да напусне курорта, което се случва малко след това при засилена полицейска охрана и през задния вход. По данни на БНТ след бягството вечерта на 26 септември семейството на Рашков е придружено от засилена охрана в София на място, което органите на реда пазят в тайна. Следобед на 27 септември Кирил Рашков и фамилията му са изведени от хотел Шипка, охранявани от 4 коли с цивилни полицаи.
Според БНТ събитията са повод, за да започне имотна проверка на състоянието на Кирил Рашков. Според министър-председателя Бойко Борисов, в интервю за сутрешния блок на bTV от 26 септември, такива проверки срещу Кирил Рашков са започнали 10 дни преди събитията в Катуница, но не дава никакви подробности. Разследванията срещу него са започнали в началото на септември по предписания на Европейската комисия  Национална агенция по приходите проверява имотното състояние на Кирил Рашков
Предполагаемият убиец на Ангел Петров Симеон Йосифов е оставен в ареста, а според съдът има умисъл в действията му. Според другите пострадали при прегазването арестуваният не е шофьорът-убиец , а се е разменил с истинския извършител при краткия му престой в Турция . Въпреки че Кирил Рашков е обвинен за пряк подбудител на убийството , към 27 септември срещу него няма повдигнати обвинения  Двамата шофьори на леки коли, ранили хора в Катуница на 24 септември, Спас Христов и Георги Йорданов са задържани и са обвинени, че умишлено са причинили средна телесна повреда на повече от едно лице.
Вечерта на 27 септември Кирил Рашков е арестуван и са заведени две дела. Първото по обвинение за закана за убийство, а второто за укриване на доходи. Арестът на Рашков е по подадена жалба срещу него на 23 септември. Ако престъплението бъде доказано той ще бъде осъден на до 6 години затвор. Същия ден след 22 часа арестантът е откаран в Клиниката по инвазивна кардиология на УМБАЛ „Свети Георги“ в Пловдив, заради съмнения за прединфарктно състояние. Става ясно, че над 20 години Кирил Рашков се ползва с политическа протекция. НАП, МВР и прокуратурата са обвинени, че не са си свършили работата през тези години. Стотици жалби срещу Кирил Рашков са били потулени  Според главния прокурор Борис Велчев няма данни за прокурорски чадър над Кирил Рашков.
Скоро след събитията Христо Върбанов – Ицо Папата обявява, че оглавявано от него мешере е осъдило на смърт Кирил Рашков. Решенията на мешерето са символични. Говорителят на мешерето Георги Станчев обаче заявява, че такава издадена присъда няма.
Междувременно напрежението в Катуница към 2 октомври не отминава. Един от синовете на Кирил Рашков е кандидат водач на листа на партия „Единство“. Местни общински съветници искат среща с директора на Областната дирекция на полицията, защото според тях основните виновници за инцидента в Катуница са на свобода. Същия ден Кирил Рашков младши е обявен за общодържавно издирване, за да му бъдат повдигнати обвинения за подбуда по жалба на Веселин Христев. На обяд на 3 септември Кирил Рашков младши се предава сам в РПУ в Пловдив.
Според Християна Вангелова, бивш шеф на следствието в Пловдив разбила незаконния алкохолен цех на Кирил Рашков през 1992 година, той и приближените му няма да бъдат осъдени ефективно. В една от къщите на Кирил Рашков на 15 октомври при полицейско претърсване са намерени голям арсенал от незаконно автоматично оръжие със заглушители, муниции и опаковки амонит и пресовки взривно вещество.
Към 9 ноември 2011 година има само едно обвинение в съда за две закани за убийство на роднините на убития Ангел Петров – Веселин Христев и Иванка Петрова. Данъчните разследвания срещу Рашкови не напредват и според в. „Сега“ делата ще се проточат с години. Според шефа на комисията за конфискуване на имуществото, придобито с престъпна дейност Тодор Коларов, имотите на Кирил Рашков остават недосегаеми, въпреки че предварително е обявено, че ще бъдат иззети и съборени. Самият Кирил Рашков обявява, че ще съди жителите на Катуница за 1 милион лева за повреденото му имущество.
През 2012 година Симеон Йосифов е осъден на 18 години затвор за умишлено причиняване на смъртта на Ангел Петров при пътнотранспортно произшествие. Поради липса или недостатъчни доказателства не е повдигнато обвинение на Кирил Рашков за подбудителство. Кирил Рашков е осъден на 1,2 години лишаване от свобода и обществено порицание постанови заради показване на неприлични жестове и общо на 3,5 години затвор заради заплахи за убийство на семейство Христови. Кирил Рашков-младши е осъден на три години за закана за убийство на Веселин Христов. През октомври 2011 година РДНСК издава девет заповеди за събаряне на незаконни имоти на Рашкови – жилищни сгради, постройки и огради. Към месец август 2012 година Върховният касационен съд е потвърдил три от тях. Семейство Рашкови поема разходите по събарянето на сградите и наема фирма да извърши услугата. На 10 август 2012 година започва събарянето на най-голямата незаконно построена къща, тази на дъщерята на Кирил Рашков – Събка.

## Убийството на Ангел Петров
Вълненията започват в нощта на 23 септември (петък вечер), когато приближени на Кирил Рашков прегазват и убиват 19-годишния местен жител Ангел Петров, докато развежда кучето си и пред погледа на баща му. Двама приятели на Ангел, и двама от тримата, пристигнали на място полицаи, са ранени впоследствие от врязалите се в множеството бус и лек автомобил на фамилията Рашкови. Според информация на сайта „днес.бг“, който се позовава на анонимни информатори, Ангел и негови приятели от български етнически произход са обиждани на „гяури“, след което и те отвръщат на обидите. Починалият Ангел Петров е племенник на сина на бившата кметица на селото София Христева, която от 2005 година сигнализира за незаконно придобити имоти, общински терени и незаконни постройки на Рашкови и често подава жалби срещу тях , и по-рано същия ден получава поредни заплахи за убийството му от роднини на Кирил Рашков . Много други жители на село Катуница са получавали заплахи за саморазправа и убийство от Рашкови. Ден преди убийството един от внуците на Кирил Рашков в сайта vbox7.com публикува съобщение: „Който ме мрази, от катастрофа да умре“. На 28 септември става ясно, че група цигани от Столипиново получават пари от Нихат Алиев – Кьорния, за да пребият няколко момчета от Катуница. На 18 декември 2011 година гробът на Ангел Петров е осквернен.

## Спонтанен протест в Катуница
Убийството води до спонтанно организиран протест на няколкостотин местни жители, при които част от имуществото на Кирил Рашев е разрушено. На път за протеста от сърдечни проблеми умира и 16-годишният Павел Толев, който преди това е претърпял сърдечна операция. При засиленото полицейско присъствие протестите продължават. В селското читалище се организира среща между главния секретар на МВР Калин Георгиев, директора на полицията в Пловдив старши комисар Тодор Чонов и местното население. В края на деня към местните жители се присъединяват близо 200 футболни фенове от Пловдив, членове на агитките на местните Ботев и Локомотив, наречени по-късно от Георгиев „лумпени и маргинали“. Подпалени са автомобили, а някои от къщите на циганския бос са опожарени, при което полиция и жандармерия стоят и гледат безучастно, което е определено от главния секретар на МВР Калин Георгиев като „контролирано насилие“ и „част от тактиката за предотвратяване на по-сериозни последствия“. Къщата, в която живее самият Кирил Рашков, остава непокътната. След безредиците са арестувани общо 127 души, образувани са 28 преписки, а в районния съд в Асеновград са проведени съдебни дела. Осъдени са петима души по Указа за борба с дребно хулиганство. Арестуван е и предполагаемия убиец на Ангел Петров Симеон Йосифов , шофьор на микробус „Форд Транзит“, с който е прегазено момчето. Арестувани са и трима негови спътници, както и двама съучастници возили се в лека кола. Микробусът е открит паркиран в двор на една от къщите на Рашкови, а всички ценни вещи са изнесени от къщите ден преди погромите. Първоначално е обявено, че превозното средство е намерено в Столипиново.

## Обществени реакции и организирани протести в страната

### Повод
Според социолога доц. Васил Гарнизов „сблъсъкът в Катуница е резултат от редица дълго време напластени проблеми в отношението на държавата към ромския проблем. Наистина, в България винаги е имало пропаст между мнозинството и малцинствата. Ромите винаги са слагани на най-ниския социален етаж, с всички произтичащи от това предразсъдъци и негативизъм. Но това е т.нар. традиционен пейзаж. Към него в годините на прехода се появиха нови щрихи. Създаде се ромска олигархия, чийто типичен представител е въпросният „цар“ Киро – парадиращ с богатството си цигански барон, демонстриращ близост с представителите на властта на местно равнище и живеещ с чувство на недосегаем. И тук стигаме до основния проблем – неспособността на държавата де се справи с подобни олигарси. Тази слабост води до натрупване на социално напрежение, което експлодира и при най-малкия повод, както стана в Катуница. Отдавна се знаеше за конфликта между Кирил Рашков и неговите приближени с местните хора, но никой не направи нищо.“ 
Министър-председателят Бойко Борисов определя причината за сблъсъците като криминален случай, а не етнически, и приканва случая да не се политизира. Според информация на новинарския сайт Dnes.bg, позоваващ се на анонимни информатори, преди убийството убития и неговите приятели са обиждани на „гяури“. От неправителствената организация ХоРа (Хора срещу расизма) заявяват, че конфликта не е на етническа основа, а заради: „една мутра, която е свикнала да действа безнаказано, включително и да убива, когото не харесва, защото знае, че винаги ще бъдат защитени от най-елитните полицейски части на България“.
Представители на ромската общност смятат, че конфликтът не е етнически. Цигани от Катуница споделят, че нямат нищо общо с Кирил Рашков, но споделят за принципно расистко отношение към тях предхождащо размириците.
Необвързаността на смъртта на убития Ангел с етнически конфликт е потвърдена и от баща му.

### Причини
Между 25 – 29 септември се провеждат протести в цяла България, на част от които се скандират расистки лозунги, стига се до погроми и бой над цигани. Вечерта на 26 септември Слави Трифонов взима отношение по въпроса. Според него: „Проблемът, и то големият проблем е, че над 20 години властта си затваря очите за проблемите, които имаме с ромите. Затова, че живеят извън правилата и живеят безнаказано извън правилата.“ Според Български хелзинкски комитет (БХК) причините за убийството в Катуница може да не са етнически, но ситуацията прераства в расистки погром. Според Боян Захариев от „Отворено общество“ нарасналото напрежение е: „в резултат от бездействието на институциите, от това, че в подобни места в страната полицията и властта присъстват само когато трябва да се овладяват размирици, не и за да защитават жителите им от всекидневните прояви на престъпност.“ 
Според Мартин Карбовски конфликтът е на етническа основа, защото не е прецедент. Основната вина хвърля върху държавата, която бездейства. Според Емил Кошлуков причините може да са социални, криминални, законови, но протестите са срещу циганите. Според него протестите са толкова масови, заради това че Кирил Рашков е едновременно „мутра“ и циганин. В свое интервю по въпроса лидерът на партия ДРОМ Илия Илиев определя като причина за конфликта етническо напрежение. Той смята, че органите на реда не са „си вършили работата“, а също, че „Цар Киро не е виновен“. Поради тези две обстоятелства протестиращите в своите действия единствено погазват „закона, конституцията и държавността“. По мнение на Илиев циганите в България наброяват поне един милион души и от тях поне половината могат да въстанат . Огнян Минчев, Петър Волгин и Виза Недялкова в се обединяват около това, че циганската интеграция е провалена, че толерантността към малцинствата неградивна и че това са част от причините за конфликта. Критикуват както опорочената политическа система, неактивните и лесно манипулираните цигани, както и крайните мнения и действия по време на протестите. Подобна теза защитава и Кеворк Кеворкян.
Според Тихомир Безлов от Центъра за изследване на демокрацията причините за протестите са комплексни. В тях той открива противопоставяне на българи с цигани, класови и социални различия. В протестите участват не само националисти, а млади хора като цяло и реакцията е логична, заради дълго пренебрегваните проблеми . Според Николай Бареков протестите са срещу циганизацията, която според него се изразява в следното: „Циганизация не като етнически проблем, а като социален. Тя се състои в неспазването на законите от мутри, фараони, царе и олигарси. Както и от широки малцинства от народа, които не си плащат тока и останалите сметки, живеят в незаконни постройки и т.н. Не може нацията да се издържа от 2 милиона, колкото са активно работещите българи, които изкарват някакви заплати.“ 

Светият Синод на Българската православна църква излиза със следното послание: 
| „ | Етническо напрежение в България не е имало, няма и не бива да има… Мащабът на разразилите се събития свидетелства за огромно натрупване на гняв и омраза сред народа… Когато държавата търпи безучастно отделни лица не просто да извършват, но даже да парадират с престъпната си дейност, то тогава народът е принуден да се съпротивлява. От друга страна, обаче, когато цели групи от българското население са доведени до окаяно положение, когато са лишени от елементарни шансове да осигурят подслон и препитание на себе си и децата си, тогава и у тези – макар и малки групи – се поражда съпротива. Отсъствието понякога на тези два основополагащи принципа – справедливост и солидарност, заплашва да разруши обществения организъм. Задача на държавата е със своите действия да покаже и докаже, че има воля да ги спазва. Да наказва престъпниците. И същевременно с това да се грижи и защитава слабите. | “ |

След провеждането на местните и президентските избори в цяла България за пореден път наяве излизат схеми за незаконно купуване на изборни гласове в циганските махали. Във вестник „Сега“ събитията са коментирани по следния начин: „И накрая една похвала към Първанов и Борисов. Бяха прави, че в Катуница няма етническо напрежение. Няма и социално, въобще никакво няма с ромите в България. Месец след пожарищата циганският вот в страната бе доволно накупен. Както винаги.“ Журналистът Драго Симеонов пише в обобщителен материал за 2011 година: „Катуница. Битов конфликт, етническо огнище или олигархистичен симптом. В каквото и да вярвате, Катуница не е рана, която ще заздравее, като се правим, че не съществува.“

### Протести от 25 септември
На 25 септември към шествията на местните жители се присъединяват и около 300 рокери, пристигнали от рокерски събор в Сопот. На обяд същия ден е погребан Ангел Петров, а за 26 септември е предвидено погребението на Павел. Този ден е обявен ден на траур в Катуница. В София, Пловдив, Русе, Варна и други градове са организирани протестни шествия , като голяма част от хората се организират в интернет , според полицията обаче тази организация става от политически подстрекатели. На 25 септември вечерта протестите в Катуница продължават . Местните хора отново искат фамилията Рашкови да бъдат изселени, а екипите на българските телевизии са нежелани и прогонени. Събралите се между 50 – 300 души пред къщата на Кирил Рашков запалват будка на охраната в имота му.
Протестното шествие в Пловдив събира над 1000 души на площад „Съединение“, а по-късно към тях се присъединяват и рокери. При засилено полицейско присъствие в пловдивската ромска Аджисан махала се събират протестиращи, тъй като имат информация, че Кирил Рашков и семейството му се намират в Шекер махала. Протестиращите скандират „Киро – вън, циганите-вън!“ и пеят „Мила родино“, а събрали се роми ги провокират с неприлични жестове, но до инциденти не се стига. В късния следобед е бил подпален клуб на партия ДПС в „Столопиново“. В Пловдив в циганските квартали Столипиново, Аджасан махала и Шекер махала напрежението нараства, а местните цигани се въоръжават. Полицията отцепва района около бул. „Мария Луиза“, за да предотврати сблъсъци. Според сайтът Plovdiv24.bg причина за напрежението в циганските махали е породено от слухове, че в центъра на Пловдив е убит циганин и че се готви запалването на джамията в града. Слухът е разпространен от цигански родове близки до Кирил Рашков.
В 14 ч. във Варна е организиран протест, обявен като мирен. Част от събралите се стотици протестиращи правят шествие, като част от тях се отделят и тръгват към т.нар. Колхозен пазар в града, където живеят много роми. Следват побои на две места – в района на пазара и зад катедралата. По данни на полицията младежите са нападали хора произволно. Нанесен е побой на един циганин на пазара, който е бил ударен в главата с тъп предмет. Задържани са 18 души, – тийнейджъри и младежи, част от които са от фенклубовете на футболните клубове „Спартак“ и „Черно море“ – срещу които са повдигнати обвинения за хулиганство. Започната е проверка на създадена група в социалната мрежа Фейсбук, която се е кръстила „Смърт за цар Киро, око за око зъб за зъб“. Районният прокурор обявява и че най-вероятно ще бъде образувано още едно досъдебно произвдство за насаждане на омраза на расова основа. мирен протест – пред катедралата на града в памет на жертвите от Катуница.
Протестното шествие в София започва от площада пред НДК, преминава пред сградата на Министерски съвет и завършва пред офисите на БТВ, които са обвинени, че отразяват инцидента манипулативно и неадекватно.

### Протести от 26 септември
Вечерта на 26 септември в Катуница се провежда бдение на свещи за двете загинали момчета, на което присъстват жители от селото и от Пловдив. Ученици от Строителния техникум в Пловдив, в който ученик беше убития Ангел Павлов, излязоха на мълчалив протест в центъра на Пловдив.
На 26 септември протести се провеждат в София, Пазарджик, Велико Търново, Варна, Пловдив, Благоевград, Бургас, Шумен, Плевен, Хасково, Русе, Монтана, Ловеч, Враца, Добрич и други места. В Пазарджик се стига до сблъсък на протестиращите с група цигани , след което органите на реда са задържали двама души .
В София на шествие се събират около 2000 души , които по бул. „Витоша“ се отправят към Народното събрание. Избухват безредици, протестиращите са разделени на две групи, а при последвали размирици има арестувани протестиращи. Една част от групата се връща към НДК и по данни на tv7 са арестувани над 40 души . По данни на МВР от сутринта арестуваните са 30 души. Според цигани от квартал „Христо Ботев“ същата вечер са нападнати от 40 души скинхедс, информацията не е потвърдена от други източници.
Протестът в Пловдив се организира на площад Съединение, където малко след 19:00 екип на bTV е нападнат, операторът е ударен в гръб, а камерата му е строшена. В протеста участват над 3000  хиляди младежи, минувачи и други. Малко по-късно полицията разпръсква протестиращите и извършва много арести. Много от участниците в шествието се оплакват, че върху тях е оказано полицейско насилие.
Полицията осуетява опит на 200 протестиращи от Бургас да се прехвърлят с автобуси в Пловдив, където да подкрепят местното шествие .
Циганите в Столипиново се въоръжават с пушки и ножове и заплашват, че ще режат глави и ще правят кланици, и че започват война. Въоръжените се надявали евентуална спонтанна военна намеса на Турция. Според началника на „Охранителна полиция“—Пловдив Тодор Гребенаров „няма данни за събиране на въоръжени роми в Столипиново, каквито слухове е имало“.. Въоръжаването обаче е документирано от екип на Нова телевизия . Прокуратурата се самосезира по случая и започва проверка след излъчения от NOVA TV репортаж.
Протестът във Варна започва от катедралата в центъра и се насочват покрай циганския квартал Максуда  Протестиращите, които са около 1000 души, водени от 120 мотористи, са замеряни с камъни от към циганската махала. Там десетки цигани ги пресрещат въоръжени с брадви и колове ,
а полицията с насилие разпръсква протестиращите .
Шефът на варненската полиция нарежда всички да се прибират по домовете си, а лидерът на ВМРО-БНД във Варна Костадин Костадинов е арестуван. В същото време циганите в Максуда продължават да се въоръжават с брадви . Според bTV участниците в протеста са изпочупили прозорци на домове и витрини на търговски обекти, а според Nova tv участниците са над 2000 души и те са замеряли циганите с камъни.
Над 500 души : футболни фенове, майки с деца и други, се събират в центъра на Бургас, запазват минута мълчание в памет на жертвите, а група от протестиращите организира нападения над сборище на проститутки и просяци, след което трима от тях са арестувани .
В Хасково няколкостотин души се събират в центъра на града и се отправят към Монумента „Света Богородица“.
В Шумен се събират над 200 души и преминават през града на протестно шествие .
В Плевен група от около 100 младежи, събрали се спонтанно след протеклото мирно протестно шествие в града , са изпочупени прозорците на офис на ДПС, който според агенция „Фокус“ е бил и опожарен , а полицията предотвратява опит на протестиращите да достигнат циганската махала в града.
В Благоевград мирно протестират над 300 души.
В Пловдив са арестувани 47 души, в София – 30, във Варна – 23, в Плевен и Бургас – по-малко от десет. Около 30% от задържаните са непълнолетни. Сред най-агресивните участници има и 12-13-годишни деца  При безредиците има и доста ранени. В София трима мъже, един от които полицай, млада жена и момче получават медицинска помощ в Пирогов .

### Протести от 27 септември
Около 16 часа на 27 септември в циганските квартали на Добрич „Изгрев“ и „Иглика“ се струпват 5 – 600 цигани, въоръжени с брадви, коси, колове и тояги. Причината за това са слухове за идващи от Варна мотористи По-късно тълпата е разпръсната от служители на реда  като Областната дирекция на МВР е гарантирала, че ще патрулира в района, защитавайки квартала.
На 27 септември се организират нови протести в София, Варна, Пловдив, Плевен, Стара Загора и Бургас. В София се събират около 200 протестиращи. Стига се до сблъсък между полиция и протестиращи в близост до сградата на Народното събрание. Трима души са арестувани още преди началото на протеста понеже той не е официално разрешен, участници в протеста сигнализират за непредизвикано полицейско насилие срещу тях.
Във Варна, въпреки полицейските блокади в града, на протест след 19 ч. се събират над 2000 протестиращи със скандирания и призиви за саморазправа с ромското население. В района на бул. „Христо Ботев“ се стига до сблъсък с полицейски части, които използват полицейски кучета. Около 40 души от протестиращите са арестувани , сред които и репортерът на Дарик радио Калин Руменов. Той е повален на земята и удрян с палки, показва журналистическа карта и пита за имената на полицаите, след което са му сложени белезници. По-късно е освободен. Иззети са общо 20 ножове и боксове от протестиращите.
Над 1000 души се събират и на площад Съединение в Пловдив в памет на загиналите в Катуница и преминава мирно.
В Бургас над 200 протестиращи излизат с искания законите да са еднакви за всички, а циганите да започнат да плащат своите данъци и социални осигуровки. В ромската махала обаче жителите барикадират всеки вход към квартал „Победа“ в готовност за евентуална атака. Очаква се да формулират исканията си в декларация. Същите са исканията на протестиращите в Стара Загора.
В Русе на спонтанен антицигански протест се събират няколкостотин души. В слово преди шествието протестиращите обвиняват управляващите през последните години като виновни за беззаконието и тежките проблеми в страната, а също циганите за техните престъпления. Протестът преминава мирно.
По данни на МВР се провеждат общо 14 протести с 2200 участници в тях. 168 души са арестувани за притежание на непозволени предмети, а на един ще бъдат повдигнати обвинения за расистки призиви. В София и Пловдив на протеста участват по около 600 души, във Варна 400, а в Бургас 120 души. В Пловдив са задържани 55 протестиращи, Варна – 50, София – 27 и Бургас – 15. Същата вечер циганите в Димитровград се въоръжават и излизат извън домовете си, полицията пристига и успокоява напрежението. Остават съмнения за разпространение на лъжливи слухове за саморазправа от страна на българи от местни цигански тартори . Във Варна същия ден са задържани трима цигани с 20 бутилки коктейл „Молотов“. За разпространение на тези слухове полицията задържа 56-годишния цигански лидер Митко Минков. Съден е по бързата процедура, но е оправдан .

### Протести от 28 септември
Под различна форма протести са проведени в София, Варна, Велико Търново, Асеновград, Монтана, Плевен, Пловдив, Русе, Благоевград и Сливен.
В София се събират около 100 души на мирен протест пред НДК, вече без агресивно отношение към журналисти и без расистки призиви , достигат сградата на Народното събрание, но не са допуснати да се приближат до нея. Около 100 души протестират мирно и във Велико Търново, като на протеста се заражда идея за създаване на координационен център, който да събере исканията на всички протестиращи в България. В Благоевград се събират около 200 души на мирен протест. След края на шествието се стига до бой между българи и цигани от циганската махала. Двама цигани са ранени, а други са задържани от полицията. Арестувани са седем души. В Бургас се събират около 20 души, но протест не се провежда.
В 19:00 в центъра на Асеновград 300 души  организират протест срещу работата на МВР с искане шефа на районното управление в града да подаде оставка . Проведено е и бдение в памет на убития Ангел Петров с цел етнически мир .
Във Варна жандармерия за втори пореден ден е блокирала катедралата в центъра на града, но протестиращите организират протест на друго място. В центъра на Пловдив се събират около 150 души на мирен протест за жертвите от Катуница. В същото време 300 цигани се събират на протест, след като циганин е прегазен от автомобил, шофьорът на който е избягал след инцидента. Според тях инцидента е умишлено убийство, въпреки че от МВР опровергават това. Протестиращите българи спират политически митинг и приканват участниците му да почетат с минута мълчани и падане на колене жертвите от Катуница.
По данни на МВР общо около 650 души протестират в девет града.

### Протести от 29 септември
На 29 септември около 50 души се събират пред НДК в София на протест, за който обаче няма издадено позволение и полицията убеждава хората да се разотидат мирно.

### Протести от 1 октомври
Nа 1 октомври са проведени четири протеста в София: на ВМРО-БНД, на БНС, митинг на „Атака“ и граждански протест. От ВМРО-БНД организират подписка за цялостна държавна политика за решаване, на така наречения, „цигански въпрос“. На протеста на БНС се събират над 1300 души, призовани да не издигат расистки лозунги, и преминават мирно покрай сградата на Народното събрание. На митинга на Атака Волен Сидеров иска възстановяването на смъртното наказание, като в митинга се включват 300 души. В същия ден беше отменен предвидения „ромски прайд парад“, но вместо това младежи раздават информационни материали на минувачите с призив за междуетническа толерантност. Според една и съща новина на БТВ на протестите участват 2000 или 5000 души.

### Протести от 2 октомври
На 2 октомври в Пловдив фенклубовете на Локомотив и Ботев организират мирен протест срещу бездействието на държавата. Те си поставят задача да не допуснат провокации, насилие и расистки лозунги по време на протеста. Този протест ще бъде разрешен от община Пловдив и ще се проведе със съдействието на местната полиция. На площад „Централен“ в Пловдив се събират около 3-4000 души, както и много жители на Катуница. Сред исканията са справедливи присъди за Кирил Рашков и фамилията му и случаят да не се потулва. Искат се също занапред ефективна съдебна система и разследване на мафиотските босове. Веят се български знамена, разпънат е голям трансперант „Нищо не е забравено, нищо не е простено“.
На същия ден се провежда протест на Гражданско сдружение „СИЛА“ и българските мотористи в София. Исканията на протестиращите са да се отстранят от системата на МВР всички служители, които не са реагирали адекватно преди да се стигне до инцидента в Катуница.

## Международни реакции
Според Ройтерс размириците са резултат от липсата на адекватно правосъдие.
Медиите в Русия определят характера на конфликта като етнически. Според вестник „Российская газета“ „ромите в България отдавна живеят по свои неписани правила в райони, в които дори полицията се страхува да влезе“, а „„Неприкосновеността“ на тази етническа група се е превърнала в норма в страната.“ . Според руското електронното издание „Нюзинфо“: „Българите истински се страхуват да изгубят страната си, да станат в нея малцинство, а „мнозинството“ да са кресливите и криминални цигани“. В статия по въпроса в електронното издание „Правда.ру“ също като определящи за сблъсъците се считат етническите проблеми в България, според цитирания историк-българист Александър Сафонов заради своя начин на живот циганите са истинско бреме за бюджета и българските власти едва ли ще се справят с проблема без помощта на ЕС. Той вижда в циганските общества в България и Румъния една от причините за преграждането на държавите пътя пред Шенгенското споразумение през 2011, което кара българите да не се чувстват пълноценни европейци. Според ученият въпросът е и демографски, защото България е най-бързо изчезващата страна в ЕС и на едно родено българско дете се падат по няколко от други етноси, поради което циганите са станали мнозинство в някои населени места, а страната не е готова за такава бърза промяна в етническото равновесие .
Разбирането, че масовите безредици в България са на етническа основа, а убийството на Ангел Петров е само поводът за избухването им поддържат също румънските вестници „Евениментул зилей“, „Журналул национал“, „Ромъния либера“, „Адевърул“ и други медии в страната, те визират и подобни действия на румънски граждани срещу унгарски и цигански малцинства в страната им. Германското издание „Focus“ също отразява конфликта като етнически , а в сайта на националната телевизия на Германия протестите са описани като националистически между две групи българи – етнически славяни и роми .
Според авторитетното германско издание „Шпигел“ в Източна Европа, от Чехия до България, от години властва модерна гражданска война срещу ромите, водена от паравоенни организации от десни екстремисти, хулигани и нормални граждани. В репортажа се твърди, че властите наблюдават събитията, а органите на реда предотвратяват само най-лошото. Органите на реда са обвинени в несправяне с престъпността, защото институциите са слаби и корумпирани, а правото е на страната на този, който има по-добри „връзки“ и повече пари .
На 28 септември на футболния мач от Шампионската лига между отборите на Зенит (Санкт Петербург) и Порто феновете на руския отбор издигат плакат с надпис „България за българите, а не за мръсотия!“ в подкрепа на протестите в България . В края на септември феновете на втородивизионния румънски отбор Политехника Тимишоара на мач с УТА издигат трансперант с надпис: „Стани, стани, юнак Балкански. Напред, Българи! IYI“. Футболната агитка на Рубин Казан от столицата на Татарстан, Руска федерация, издига плакати на Волжка България, а в подкрепа на протестите надпис на български: „България за българите!“
На 29 септември говорителят на Европейската комисия Матю Нюмън съобщи, че готова позиция около събитията от Катуница няма, но:„проблемът с интеграцията на ромите е общоевропейски и изисква сериозно отношение.. не може просто да се седи и да се чака.“ ООН изказва притеснение за разрастващите се антицигански демонстрации, както в България, така и в Унгария и Чехия.
Според CNN-Turk турския премиер Реджеб Тайип Ердоган ще проведе разговори с българския премиер Бойко Борисов, за да защити турското и циганското население в Столипиново.

Американският посланик Джеймс Уорлик коментира събитията 45 дни след 23 септември: 
| „ | Не бих се примирил с такава ситуация, не обвинявам българските граждани, които излязоха на протест, но нека хората да не поемат правосъдието в собствените си ръце. Но на хората им е омръзнало и Цар Киро не е единствен случай. Преди време казах, че в България има две правосъдни системи. Ако си достатъчно богат и властен, правилата може и да не се отнасят до теб. | “ |

Антиромските демонстрации и насилие са осъдени от ООН и ОССЕ.

### Други събития
След събитията в Катуница на 7 октомври Обединени непартийни организации (ОНО) изказват общото си недоверие към политическите партии и политическата система и започват подписка за свикване на Велико народно събрание и изменение на конституцията.
На 9 октомври е предвиден протест на българите в Чикаго, САЩ в подкрепа на Катуница и срещу бездействието на държавата. Не е ясен резултата от протеста, тъй като съвпада с масовите протести в Чикаго срещу икономическото неравенство, безработицата и „финансовия тероризъм“.
В село Катуница на 17 октомври започват нови протести заради мудната работа на прокуратурата по разследването на убийството на Ангел Петров.

## Медийно отразяване

### Критики към отразяването на събитията
| Репортажът на Миролюба Бенатова от Катуница (24 септември 2011) Бунт в Катуница (25 септември 2011) Война в с. Катуница (25 септември 2011) |
| --- |

Част от българските медии са критикувани за неадекватно отразяване на събитията в Катуница. Критики има към репортерката от bTV Миролюба Бенатова. Всичко тръгва от неин репортаж излъчен вечерта на 24 септември, в който тя определя хората, които опожаряват част от имотите на Кирил Рашков, като пияна тълпа от футболни привърженици, чиито действия нямат нищо общо с протеста. На 25 септември в интернет се появява отворено писмо от участник в събитията в Катуница, в което се критикува представената от Бенатова гледна точка и се обяснява, че микрофонът и е бил отнет заради това, че е снимала хората в близък план. 
bTV и bTV Media Group. застават зад действията на Миролюба Бенатова. Значителна част на вечерната си емисия на 25 септември отделят за защита на репортерката Миролюба Бенатова, която от своя страна отхвърля обвиненията срещу нея. Като доказателство е излъчен отново нейният репортаж от предната вечер, в който обаче липсват репликите на Бенатова, с които обвинява протестиращите, че са употребили алкохол . Самата Бенатова смята, че атаката срещу нея е умишлено организирана и казва следното в своя защита: „Винаги има противоречиви реакции, когато темите са конфликтни. Хората не са щастливи да живеят в несправедливост... Знаете, че различни организации и структури, дали политически, дали търговски, имат своя механизъм за набиране на хора, които да пишат от различни акаунти, да създават усещане за множественост .“
В същата емисия на bTV от 25 септември непартийното протестно шествие се отрази като част от провелия се в същото време митинг на „Атака“. Според БНТ обаче, непартийното шествие е аполитично и в него участват разнородна група протестиращи: футболни фенове, пънкари, рокери, юпита, активисти и обикновени граждани . Присъстват и публични личности, като например Ели Ваташка, координатор „Връзки с привърженици“ в Български футболен съюз, която се изказва в защита на футболните фенове .
На 26 септември, след погребението на Пламен жители на Катуница се конфронтираха с група журналисти, изразявайки несъгласие с начина по който се отразяват събитията в селото. Протестите в интернет срещу bTV и Миролюба Бенатова получават отразяване в някои медии . Продължаващите протести срещу bTV и Бенатова я принудиха да излезе с ново обяснение за действията си. В съобщението си отрича да е подкупна и непрофесионална, оставя съмнение, че феновете нарочно не са изгорили главната къща на Кирил Рашков, в която е запазено цялото му имущество, но признава: „Хората с маските не бяха от Катуница, но жителите на Катуница ги подкрепиха. В наш материал хората разказаха защо одобряват саморазправата. Казват, че се чувстват дълго време тормозени от циганския клан, без да има адекватна реакция на властите.“ . Вечерта на 26 септември Слави Трифонов взима отношение по въпроса. Той защитава професионализма на Миролюба Бенатова и bTV, призовава повторно да се гледа автентичния репортаж от вечерта на 24 септември .
В централните новини на bTV от 26 и 27 септември са излъчени репортажи от безредиците от 26 септември в София, Пловдив и Варна, както и коментари на пострадали журналисти и цигани . Репортажи от мирно преминалите протести в Хасково, Русе, Шумен, Монтана и други градове не са излъчени, но видеоклипове от тях могат да бъдат гледани в рубриката на сайта им „Аз, репортерът“ . По другите телевизии такива репортажи са излъчени.
В интервю за bTV от 27 септември бащата на убития Ангел Петров заявява:„не са виновни журналистите за всичко това, което се случва“. В „Шоуто на Слави“ от вечерта на 27 септември Слави Трифонов и Миролюба Бенатова провеждат 30 минутна дискусия, като повтарят основните тези за обективността на журналистката, изказани дни по-рано, за повода за масовите протести. В предаването не са обсъдени причините за масовото недоволство.
На 27 септември вечерта, сайтът на вестник „Дневник“ излиза с материал, който заклеймява почти всички страници във Фейсбук чрез, които се координират протестите. В статията тези страници се определят като расистки и проповядващи омраза. „Дневник“ призовава читателите си да докладват тези страници с цел тяхното заличаване. Ден по-късно в резултат на тази статия и подобни призиви в блогове, Туйтър и Фейсбук всички въпросни страници са свалени, което затруднява организирането на нови масови протести. На 1 октомври журналистката Миролюба Бенатова се оплака публично, че след масово протестно докладване на нейния профил във Фейсбук, той е бил заличен. . На 29 септември в Сутрешния блок на бТВ водещият Виктор Николаев определя протестиращите като „келеши на по 16 – 17 години“.
Събитията в България получават сериозно международно медийно отразяване (виж: #Международни реакции). На 28 септември bTV излъчват репортаж „Размириците у нас влязоха в световните новини“, в който отразяват единствено материал на Ню Йорк Таймс, цитирал Красимир Кънев, председател на Българския хелзинкски комитет. На 2 октомври bTV цитират и медиите РБК, Калкута Нюз и ББС.
Според Георги Лозанов няма голяма разлика в позициите и отразяването на всички телевизии със случилото се в Катуница, макар Миролюба Бенатова в по-голяма степен да се е доверила на мнението на институционалните представители, а по-малко – на участниците в събитията. Според вестник Пари журналистистите Николай Бареков и Миролюба Бенатова с репортажите си стават преки участници в събитията в Катуница .
Слабо отразени в медиите са коментарите на цигански лидери, които могат да се определят като опит за разпалване на етническа вражда и призоваване към масови безредици. Кирил Рашков дава редица телефонни интервюта за българските медии, в едно от тях от 25 септември той казва: „Ние имаме много имоти, дано и тях да ги опожарат, за да може след това да стане... Вие знаете какво ще стане. Направете всичко възможно да спрат.“  В интервю за 24 часа казва: „Който ме нападне, ще му отрежа главата. Ще се защитавам с каквото мога. Със зъби, ако трябва. Аз гардове не искам, искам да си продължа нормалния живот. Нямам намерение да правя конфликти. Ние сме миролюбив народ... Ако трябва, ще строя 5000 човека циганска войска да ме пази.“ С нарастването на етническото напрежение и зачестяването на нападения над невинни цигани зачестяват и заплахите спрямо българите. Говорителят на върховното циганско мешере Георги Станчев казва, че ще отвърнат на предизвикателствата: „Предизвикват ни, ще хванем двама-трима от тия малолетните, ще ги задържим, ще изчезнат безследно и после: няма ги! Кой ще ги намери, къде ще ги намерят?“  Още на 27 септември Илия Илиев от партия ДРОМ, общински съветник от ГЕРБ към този момент се опитва да предизвика циганско надигане в кварталите „Факултета“, „Филиповци“ и „Христо Ботев“. Вечерта на 28 септември в квартал Христо Ботев казва по отношение на протестиращите мирно в София: „Те да се радват, че ние укротяваме хората и не сме тръгнали и ние натам. Защото, ако тръгнем 2000 човека и ние в центъра не искам да си представям какво може да стане.“

В редица свои публикации Кеворк Кеворкян критикува сериозно българските медии за тенденциозното отразяване на събитията и вменяването на неистини. В своя статия от 1 октомври пише: 
| „ | Пак зейнаха беззъби грозотии от екрана, пак се заоплакваха отровно – не смеели да пуснат децата си на училище, понеже българите ги „плюйвали“ – така се дереше нечленоразделно една от екрана. Никъде другаде няма телевизии, толкова доверчиви към лъжите и толкова търпеливи към обидите. И защо ги показват тия грозотии, особено в момент като сегашния – не разбират ли, че по този начин поругават общия ни разум и общите ни ценности. И дават самочувствие на тия диваци, месец преди изборите – пак и пак да се изхрачват по българите. Дай път на беззъбата циганка да се изплюе срещу българина... Размириците са едно от израженията на провала на българската кауза. И този провал минава главно през медиите. Те нямат никаква кауза – освен плод-зеленчука им да припечелва нещо. Те нямат очи за важното, те са готови да приемат всеки политически дребосък, дори всеки измамник, и да му кадят таман. А в мъглата от този тамян край случайниците не може да оцелее никаква кауза... Не искате ли да научите, колко клети бабички са насилвани сексуално по малките селца и си мълчат от срам. Там идете с проклетите си камери – а не се навирайте в разгневената тълпа, за да се правите на герои. Никой няма да ви запомни и 100 камери да ви счупят. На младите хора по площадите и през ум не им минава да политизират историята от Катуница. И тази лъжа продават сега случайниците... Тъкмо заради това повечето медии днес са в абсолютна, тотална криза на доверие. Защото непрекъснато заобикалят важното, прескачат го като нещо ненужно. Гонят сянката – вместо същността. Наивните им, глупашки обяснения са втръснали на всички.. | “ |

В обобщителното новинарско предаване на bTV за 2011 година „Обзор на новините за 2011 година“ водещата Люба Ризова, главен редактор на „Новини и актуални предавания“ в телевизията, изказва теза, с която подкрепя несериозното твърдение, че събитията последвали убийствата в Катуница са плод единствено на политическа провокация: „Катуница е името, с което ще свързваме 2011 година. Това беше и най-сериозната провокация преди изборите, защото засегна най-болната струна – накърненото чувство за социална несправедливост. Гневът на хората беше впрегнат в пропагандната машина на една партия, която реши, че това е нейният шанс за изборна подкрепа. Но Катуница доказа, че в решителния миг пред урната българите не избират политиците си по това колко шумни и агресивни могат да бъдат на площадите.“

## Политическа реакция и държавни действия
На 24 септември активисти на ВМРО-БНД провеждат протест пред областната дирекция на полицията в Пловдив срещу действията на МВР по време на инцидента. След събитията от вечерта на 25 септември, при които са опожарени част от имотите на Рашков, органите на МВР са упрекнати, че не са си свършили работата, включително от министър-председателя Бойко Борисов . Според министъра на вътрешните работи Цветан Цветанов полицията е реагирала бързо и навреме Същия ден, на митинг на партия „Атака“, Волен Сидеров обявява, че на 26 септември ще свика извънредно заседание на парламента по въпроса за ромската престъпност .
На 26 септември в Пловдив е създаден кризисен щаб за недопускане на нови сблъсъци. В него участват президентът Георги Първанов, министър-председателят Бойко Борисов, главният секретар на МВР Калин Георгиев, представители на областната управа, областната дирекция на МВР, ДАНС и общината. Президентът потвърждава, че органите на МВР е трябвало да действат по-адекватно в предните дни. Целта на срещата, според премиера и президента, е да се покаже, че държавата е способна да се справи с възникналото напрежение. По същото време чрез декларация от СДС искат Цветан Цветанов да подаде оставка като министър на вътрешните работи заради безредиците. На 26 септември следобед Бойко Борисов и Георги Първанов посещават Катуница и провеждат разговор с местните жители . На 26 септември партия „Атака“ организира протест пред сградата на bTV, на който присъстват 50 души, сред които Волен Сидеров и Павел Шопов Те остават на бдение пред сградата на Президентството.
На 27 септември президентът Георги Първанов свиква заседание на Консултативния съвет за национална сигурност, насрочен за 1 октомври Темата на заседанието ще бъде: „Актуални проблеми на вътрешната сигурност. Неотложни мерки за гарантиране на реда и законността в страната и недопускане на етническо напрежение“ . Главният прокурор Борис Велчев издава специални указания, с които да се преследват расистките прояви на протестите и в интернет. Според представители на ДПС и БСП „Атака“ подклажда етническата вражда, а ГЕРБ имат полза от създалото се положение .
На 28 септември, първия работен ден след празниците за Народното събрание, политически партии искат вътрешният министър Цветан Цветанов да бъде изслушан по случая. Вместо него говори заместник-министърът на вътрешните работи Веселин Вучков. Изказвания правят Михаил Миков, Лютви Местан, Иван Костов и други.
Сблъсъците в Катуница съвпадат с началото на предизборните кампании за президент и общински кметове в България. Успоредно с протестите се провеждат политически митинги на политическите партии, сред които БСП и ГЕРБ, а ВМРО-БНД, ВМРО-НИЕ и ЕНП на Мария Капон отменят кампаниите си. Заради нестихващите протести нараства съмнението, че отделни политически сили подклаждат етническото напрежение с цел печелене на етническия вот. В различни цигански махали в по-малки градове, където няма масови протести и безредици, циганите са сплашвани, че към тях се насочват българи с цел саморазправа. Такива са случаите в Добрич , Сливен , Ямбол , Димитровград , Кюстендил , Перник  и други. Аналогично в социалните мрежи се появяват мними коментари за нови жертви на циганско насилие, което допълнително подклажда конфликта .
На 1 октомври се състои Консултативния съвет за национална сигурност към президента. Взети са решения за безкомпромисни наказания за етническата нетърпимост, мащабна проверка на незаконно забогателите и засилено полицейско присъствие в малките населени места. Участниците в съвета не се ангажират с краен срок на прилагането им. Прието е и предложение за създаване на специален регистър, който да съдържа списък на всички хора с висящи над 3 съдебни дела. Премиерът Бойко Борисов счита случаят за приключен и предлага той повече да не се обсъжда, тъй като Кирил Рашков и обкръжението му са арестувани. Представителите на парламентарните партии Атака, ДСБ, ДПС и БСП, които също участват на съвета, се изказват негативно и скептично за свикания съвет.
Междувременно става ясно, от изтекъл запис на разговор на заместник министъра на Вътрешните работи Васил Василев и неизвестен руски гражданин, че полицията възприема тактика за овладяване на масовите протести предварително определена бройка на арестувани протестанти. Тя, според неговите думи, варира между 100 – 150 души на ден. Позицията на министъра се интерпретира като опит да се обезсърчат мирните протестиращи, докато вандалстващите остават незасегнати. Сравнение може да се направи с антиправителствените протести от 14 януари 2010 година, когато заради буйството на една група протеста на мирните граждани е отменен от властите и разбит от полицейски кордони.
На 4 октомври в парламента е отхвърлено предложение за създаване на временна комисия за проверка на действията на МВР и правителството по време и след трагедията в село Катуница. В същото време става ясно, че комисията „Коларов“, чиято задача е установяване и изземане на имущество придобито от престъпна дейност, няма правна възможност да разследва Кирил Рашков.
На 13 октомври Районният съд във Варна осъжда 23-годишен младеж условно, създател на групата „Клане на цигани“ във Фейсбук след началото на антициганските вълнения. Става ясно, че по заповед на премиера Бойко Борисов междуведомствена работна група трябва да внесе до 28 ноември в Министерски съвет проект за национална стратегия за интегриране на ромите.
Въпреки първоначалните очаквания за бързо развитие на съдебните дела срещу Кирил Рашков и приближените му, това не се случва. Към 9 ноември 2011 г. казусът е в застой.

## Галерия
- Протест срещу циганската престъпност в София на 27 септември 2011
- Протестиращите се събират на площада пред Народното събрание.
- Тежковъоръжени полицаи тръгват да разгонват тълпата с палки и щитове.
- Протестиращите хвърлят пиратки срещу полицаите
- Полицията разделя протестиращите на малки групи и ги отсича от тълпата в околните улички.
- Потушаване на протеста.

- Протест срещу циганската престъпност в София на 1 октомври 2011
- Събиращи се протестиращи
- Начало на протеста
- Нови групи демонстранти.
- Тежковъоръжени полицаи охраняват маршрута на демонстрацията.
- Задействани са и жандармерийските подразделения.
- Плакати:
Стига вече терор.
Ние сме българи.
- Демонстрацията по пътя към НДК.
- Демонстриращи младежи
- Момичета маршируват и скандират лозунги.
- Хиляди хора протестират срещу циганската престъпност пред пилоните на НДК.

### Медии
- Погребението на Ангел Петров в Катуница на 25 септември 2011 в
- Репортаж на Нова телевизия от вечерта на 24 септември 2011
- Хроника от вечерта на 24 септември – използвани са кадри от bTV и Канал3 в
- ((en)) Protests in Bulgaria. Why are Bulgarians so angry?, Economist, 30 сепември 2011
- Катуница по чешки, Дойче веле, 26 септември 2011 г.
- Документален филм за Катуница на БНТ2

### Протести
- Протест в София, 25 септември в
- Протест в София, 26 септември Архив на оригинала от 2011-09-28 в Wayback Machine.
- Протест в Русе, 26 септември в
- Протест във Варна, 26 септември в
- Протест в Пловдив, 26 септември в